# 克里夫·索本
克里福德·查尔斯·德福林（克里夫）·索本（Clifford Charles Devlin (Cliff) Thorburn，1948年1月16日—），生于加拿大不列颠哥伦比亚省的维多利亚，是前职业斯诺克选手。
索本打球以从容而又果敢（slow, determined style）著称，因此获得了磨工匠（The Grinder）的绰号。
索本在其职业生涯中创下了多项第一。在1980年的世界锦标赛决赛中，他以18-16战胜亚历克斯·希金斯（Alex Higgins），从而成为世锦赛历史上第一位不是来自不列颠群岛的冠军选手。有趣的是，决赛中的两位选手性格可谓是有着天壤之别。希金斯在斯诺克台球界有飓风之称。当年，索本的世界排名上升到世界第二的位置。第二年，又再次攀升到世界第一的宝座。
1983年，索本在世界锦标赛上一场与特里·格里菲斯（Terry Griffiths）的比赛中又打出了世锦赛历史上首个单杆147分满分。同样不可思议的是当时正在另一张球桌上的比赛的索本的同胞比尔·温本纽克（Bill Werbeniuk）甚至中断了自己的比赛来观看索本的这一杆球，并最后与其一起庆祝。那一年，索本被授予了加拿大勋章（Order of Canada）。
索本于1996年正式退役。

## 夺冠情况

### 排名赛事
- 世界锦标赛（1980年）
- Goya Matchroom Trophy（1985年）

### 其它赛事
- Benson & Hedges大师赛（1983年、1985年、1986年）
- Pot Black（1981年）